# ۱۷۰ (پیش از میلاد)
۱۷۰ (پیش از میلاد) ۱۷۰مین سال قبل از تقویم میلادی است.